# Township 4 (Arkansas)
Le township 4 est l'un des treize townships du comté de Benton, en Arkansas, aux États-Unis.